# Diego Carioca
Diego Carioca (Niterói, 1998. február 6. –) brazil labdarúgó, a Sumgayit játékosa kölcsönben a Kolosz Kovalivka csapatától.

## Pályafutása

### Klubcsapatokban
Brazíliában nevelkedett, az Aimoré és Lajeadense csapatainál volt, mielőtt a fehérorosz Vicebszk csapatához igazolt. 2020-ban a Sahcjor Szalihorszkhoz adták kölcsön ligán belül, akikkel bajnok is lett.
2021-ben Ukrajnába igazolt a Kolosz csapatához, ahol 11 meccsen lépett pályára. 2022-ben a lengyel Jagiellonia csapatához adták kölcsön fél évre.
2022 nyarán a Zalaegerszeg vette kölcsön egy évre. December 6-án közös megegyezéssel felbontották a kölcsönszerződését. 2023. január 12-én az azeri Sumgayit vette kölcsönben hosszabbítási opcióval, valamint ő lett a klub első brazil labdarúgója.

## Sikerek, díjak
FK Sahcjor Szalihorszk:
- Fehérorosz első osztály
  - bajnok (1): 2019-2020[5]